# The Bad Man (film 1923)
The Bad Man è un film muto del 1923 diretto da Edwin Carewe che si basa sull'omonimo lavoro teatrale di Porter Emerson Browne, andato in scena in prima a New York al Comedy Theatre (ripreso poi al Ritz Theatre) di Broadway il 30 agosto 1920. Il lavoro di Browne venne in seguito adattato ancora una volta per lo schermo da The Bad Man, versione del 1930 che aveva come protagonista Walter Huston.

## Trama
Pancho López, noto bandito messicano, riconosce in Gilbert Jones l'uomo che una volta gli ha salvato la vita. Così, quando viene a sapere che Jones corre il rischio di perdere il proprio ranch per non poter pagare l'ipoteca che grava sulla sua proprietà, decide di aiutarlo. Nel frattempo, Morgan Pell offre del denaro a Jones per comperare il ranch. Le sue non sono intenzioni benevole: il losco individuo vuole approfittare dei problemi finanziari dell'allevatore per mettere le mani sui suoi terreni potenzialmente ricchi di petrolio pagandoli una miseria. Il bandito, intanto, scopre che Jones ama, ricambiato, la signora Pell. Per aiutarlo, spara a Pell. Poi, rapina una banca: con quel denaro, paga l'ipoteca e restituisce il bestiame che aveva rubato. Con Pell fuori dai giochi e con il ranch che non corre più pericoli, Jones e la signora Pell adesso possono sposarsi, coronando il loro sogno d'amore.

## Produzione
Il film fu prodotto dalla Edwin Carewe Productions. Adattamento cinematografico di un lavoro teatrale di successo di genere western che era rimasto in scena a Broadway per quasi un anno, il film aveva come interprete, nel ruolo del bandito Pancho Lopez, Holbrook Blinn, lo stesso attore che lo aveva portato al successo anche a teatro.

## Distribuzione
Il copyright del film, richiesto dalla Edwin Carewe Productions, fu registrato il 5 ottobre 1923 con il numero LP19472.
Distribuito dalla Associated First National Pictures, il film uscì nelle sale statunitensi l'8 ottobre 1923.
Non si conoscono copie ancora esistenti della pellicola che viene considerata presumibilmente perduta.